# Gordon Marsh (Komponist)
Gordon E. Marsh (* im 20. Jahrhundert) ist ein US-amerikanischer Komponist, Musikwissenschaftler und –pädagoge und Pianist.

## Leben
Marsh hatte Klavierunterricht bei Lucille Straub und Kompositionsunterricht bei Roy Harris. Er erhielt 1976 das Los Angeles Young Artists Foundation Scholarship und war Finalist beim Wettbewerb um den Debut Award. An der Eastman School of Music, wo er den Bachelorgrad im Fach Klavier erwarb, war er Schüler von Frank Glazer und Cécile Staub Genhart und gewann als Interpret den José Echániz Prize und den Ethel Lannin Prize. Das Masterstudium absolvierte er an der University of California at Irvine. Während seines Dissertationsstudiums an der University of Chicago waren seine Kompositionslehrer John Eaton, Shulamit Ran und Ralph Shapey. Seine Dissertationsarbeit, eine Sonata in Four Movements for Violin and Piano, wurde für den Galler Prize der Universität nominiert.
Nach dem Studium arbeitete Marsh als Rezitalist, Kammermusiker, Konzertsolist, Dirigent und Komponist. Seit 1996 unterrichtet er am Roanoke College Musiktheorie und -geschichte, Komposition und Weltmusik. Während eines Sabbaticals 2003–04 und erneut 2006 besuchte er Kurse in Computermusik am IRCAM in Paris. Seit 2005 gibt er selbst Kurse in Computermusik am Roanole College. Als Musikwissenschaftler beschäftigt er sich mit Werken zeitgenössischer Komponisten wie Alfred Schnittke, György Ligeti, Luciano Berio, Witold Lutosławski und Ralph Shapey und der Musikästhetik des 20. Jahrhunderts.
Das kompositorische Werk Marshs umfasst Vokal- und Instrumentalwerke, darunter Kammermusik und Solostücke. 1989 wurde er für einen Academy Award of the American Academy of Arts and Letters nominiert. In seinen jüngeren Kompositionen arbeitet er mit nicht-diatonischen Skalen. Seine Klanginstallationen wurden in Frankreich, Deutschland und den USA ausgestellt. Marsh ist Mitglied der American Society of Composers, Authors and Publishers (ACSAP), der College Music Society und der Society for Music Theory.